# 莫比娜·内马特扎德
莫比娜·内马特扎德（波斯語：‎，2005年5月17日—），伊朗女子跆拳道运动员，2022年亚洲跆拳道锦标赛女子49公斤级银牌得主、2022年亞洲運動會女子49公斤级铜牌得主、2024年夏季奥林匹克运动会女子49公斤级铜牌得主。